# 달천운동장
달천운동장(達川運動場, Dalcheon Stadium)은 대한민국 울산광역시에 있는 스포츠 시설이다. 인조잔디 필드와 우레탄 트랙이 갖춰진 다목적 경기장으로, 2010년 6월에 준공되었다.

## 참고 문헌
- 《전국 공공체육 시설 현황 (2017년말 기준)》. 대한민국 문화체육관광부. 2019.
- 《2019년 전국 공공체육시설 현황 (2018년말 기준)》. 대한민국 문화체육관광부. 2020.
- 《2022년 전국 공공체육시설 현황 (2021년말 기준)》. 대한민국 문화체육관광부. 2023.
- 《2023 전국 공공체육시설 현황 (2022년 12월말 기준)》. 대한민국 문화체육관광부. 2024.